# サン＝ティレール鉄道事故
サン＝ティレール鉄道事故（サン＝ティレールてつどうじこ）は、1864年6月29日に現在のカナダ、モン＝サン＝ティレール付近で発生した鉄道事故である。多くのドイツ人やポーランド人の移民を乗せていた列車が停止信号に気づかず、開橋状態の旋回橋からリシュリュー川へ転落した。正確には分からないが、死者数は99人であると広く認められている。
この事故は現在でもカナダ史上最悪の鉄道事故である。

## 背景
19世紀の間、リシュリュー川はニューヨーク市とモントリオールとの交易に重要な水路であった。また蒸気船が川を往来していたため観光事業も同地域で大いに発展していた。ブロイユ橋 (Belœil Bridge) は線路が航路を遮らないようにするために旋回橋として建設された。

## 事故の経過
1864年6月29日、354-475人の乗客（主にドイツ人やポーランド人の移民）を乗せたグランド・トランク鉄道の列車がケベック・シティーを出発しモントリオールへ向けて走行していた。
午前1時20分（現地時間）ごろ、列車はブロイユ橋に接近していた。この旋回橋は5隻のはしけと蒸気船を通過させるために開通していた。橋から1マイル離れたところにある赤信号は列車に対して橋が開通しているので減速するよう合図していた。しかし、乗務員のトーマス・フィン (Thomas Finn) や機関士のウィリアム・バーニー (William Burnie) はその信号に気づかず、列車は橋に向かって前進し続けた。
午前1時20分、列車は橋に進入し開口部から転落した。機関車と客車11両は通過中のはしけと衝突しながら次々と開口部から転落した。機関車は川のうち深さ10フィート (3.0m) の場所に水没した。列車に乗っていた99人が死亡し100人以上が負傷した。死者の中にはトーマス・フィンや列車に乗っていた火夫も含まれていた。この事故で機関士は軽傷を負ったが残骸から脱出できた。事故の責任は橋を通過する前には停止するという服務規律に従わなかった乗務員と機関士に負わされた。雇用されたばかりの機関士はこの路線を熟知しておらず信号は見えなかったと主張した。
1864年10月5日、大陪審は法律で橋を通過する前に全列車を停止させるよう定められていたのにそれを保証しなかったという過失によりこの事故の全責任はグランド・トランク鉄道にあるとした。"...the Grand Jury consider it their duty to reiterate their solemn conviction that the Grand Trunk Railway Company of Canada are mainly responsible for the melancholy catastrophe of the 29th of June last, and the great destruction of life caused thereat, and that they trust the said Company will be found amenable to tribunal for their shameful treatment of their numerous passengers on that occasion." [Montreal Witness, 8th October 1864, reprinted by Canadian Rail, The Magazine of Canada's Railway History, No. 471 July-August 1999 pp. 108 - 110.]

### 対応

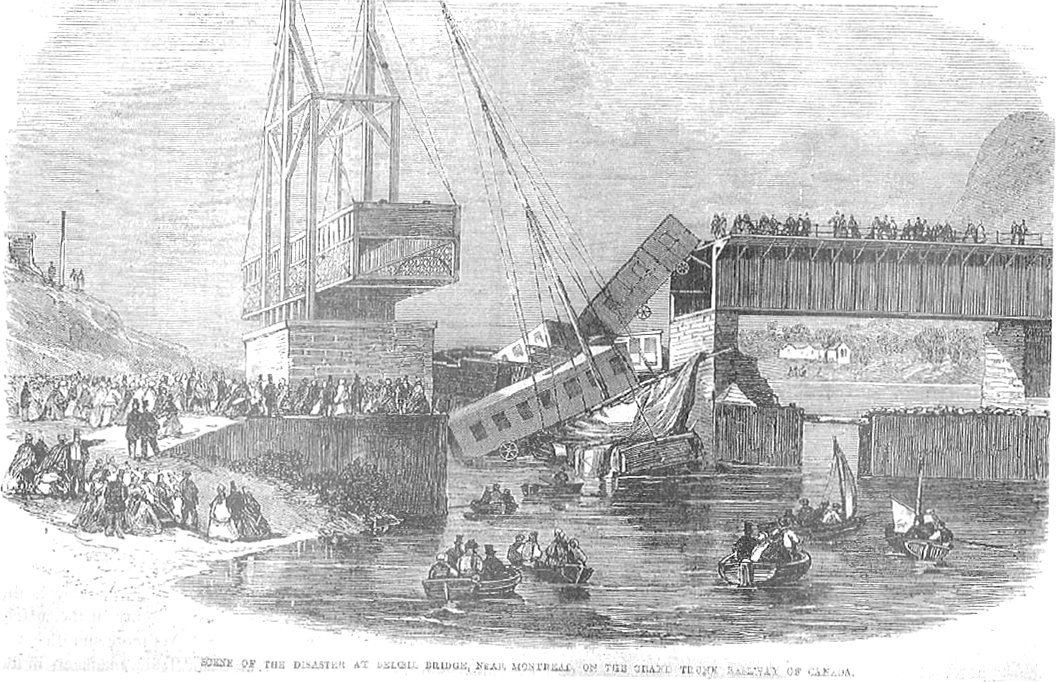
救助活動の様子を描いた絵画。イラストレイテド・ロンドン・ニュースより。

グランド・トランク鉄道は多くの人々を復旧作業や救助活動の援助に向かわせた。さらに、German Society of Montrealや、St. George's Society of Montreal、St. Patrick's Society of Montreal、Irish Protestant Benevolent Society of Montrealのメンバーにより救助活動が支援された。最寄りのモントリオールにある病院やその他の施設は負傷者のために使用された。死体もまたモントリオールへ運ばれ Mount Royal and Roman Catholic cemeteries に埋葬された。